# Lista filmelor spaniole propuse la Oscar pentru cel mai bun film străin
Spania a propus filme Academiei pentru cel mai bun film străin de la inaugurarea premiului, din 1956. Premiul este acordat anual de către "Academy of Motion Picture Arts and Sciences" din Statele Unite filmelor de lungmetraj realizate în afara Statelor Unite și care conțin în primul rând dialog în altă limbă decât engleza.
Nouăsprezece filme propuse de Spania au fost nominalizate la Premiul Oscar pentru cel mai bun film străin, din care patru au câștigat premiul:
Begin the Beguine în 1982, Belle Époque în 1993, All About My Mother în 1999 și The Sea Inside în 2004. Spania deține locul trei în rândul țărilor care au câștigat un Oscar pentru cel mai bun film străin, după Italia (14 premii) și Franța (9 premii) și la egalitate cu Japonia (patru premii).
Din anii 1980, propunerile Spaniei se decid anual de "Academia de las Artes y las Ciencias Cinematográficas de España". José Luis Garci a reprezentat Spania în competiție de șase ori, obținând un premiu Oscar și patru nominalizări. Pedro Almodóvar și Carlos Saura au reprezentat fiecare Spania de câte cinci ori.
Toate filmele propuse au avut în principal limba spaniolă, cu următoarele excepții: That Obscure Object of Desire (franceză și spaniolă), Black Bread (catalană), Flowers (bască) și Summer 1993 (catalană).

## Lista filmelor
| An               | Titlul filmului folosit în nominalizare   | Titlul original                                             | Regizor                                     | Rezultat      |
| ---------------- | ----------------------------------------- | ----------------------------------------------------------- | ------------------------------------------- | ------------- |
| 1956 (Ediția 29) | Afternoon of the Bulls                    | Tarde de toros                                              | Ladislao Vajda                              | Nenominalizat |
| 1957 (Ediția 30) | High Street                               | Calle Mayor                                                 | Juan Antonio Bardem                         | Nenominalizat |
| 1958 (Ediția 31) | La Venganza                               | La venganza                                                 | Juan Antonio Bardem                         | Nominalizat   |
| 1960 (Ediția 33) | At Five O'Clock in the Afternoon          | A las cinco de la tarde                                     | Juan Antonio Bardem                         | Nenominalizat |
| 1961 (Ediția 34) | Plácido                                   | Plácido                                                     | Luis García Berlanga                        | Nominalizat   |
| 1962 (Ediția 35) | Dulcinea                                  | Dulcinea                                                    | Vicente Escrivá                             | Nenominalizat |
| 1963 (Ediția 36) | Los Tarantos                              | Los Tarantos                                                | Francisco Rovira Beleta                     | Nominalizat   |
| 1964 (Ediția 37) | The Girl in Mourning                      | La niña de luto                                             | Manuel Summers                              | Nenominalizat |
| 1965 (Ediția 38) | La Tía Tula                               | La tía Tula                                                 | Miguel Picazo                               | Nenominalizat |
| 1967 (Ediția 40) | El amor brujo                             | El amor brujo                                               | Francisco Rovira Beleta                     | Nominalizat   |
| 1968 (Ediția 41) | Spain Again                               | España otra vez                                             | Jaime Camino                                | Nenominalizat |
| 1969 (Ediția 42) | La Celestina                              | La Celestina                                                | César Fernández Ardavín                     | Nenominalizat |
| 1970 (Ediția 43) | Tristana                                  | Tristana                                                    | Luis Buñuel                                 | Nominalizat   |
| 1971 (Ediția 44) | Marta                                     | Marta                                                       | José Antonio Nieves Conde                   | Nenominalizat |
| 1972 (Ediția 45) | My Dearest Senorita                       | Mi querida señorita                                         | Jaime de Armiñán                            | Nominalizat   |
| 1973 (Ediția 46) | Habla, mudita                             | Habla, mudita                                               | Manuel Gutiérrez Aragón                     | Nenominalizat |
| 1974 (Ediția 47) | La prima Angélica                         | La prima Angélica                                           | Carlos Saura                                | Nenominalizat |
| 1975 (Ediția 48) | Poachers                                  | Furtivos                                                    | José Luis Borau                             | Nenominalizat |
| 1976 (Ediția 49) | Raise Ravens                              | Cría cuervos                                                | Carlos Saura                                | Nenominalizat |
| 1977 (Ediția 50) | That Obscure Object of Desire             | Cet obscur objet du désir fr Ese oscuro objeto del deseo es | Luis Buñuel                                 | Nominalizat   |
| 1978 (Ediția 51) | Somnambulists                             | Sonámbulos                                                  | Manuel Gutiérrez Aragón                     | Nenominalizat |
| 1979 (Ediția 52) | Mama Turns a Hundred                      | Mamá cumple cien años                                       | Carlos Saura                                | Nominalizat   |
| 1980 (Ediția 53) | The Nest                                  | El nido                                                     | Jaime de Armiñán                            | Nominalizat   |
| 1981 (Ediția 54) | Patrimonio nacional                       | Patrimonio nacional                                         | Luis García Berlanga                        | Nenominalizat |
| 1982 (Ediția 55) | Begin the Beguine                         | Volver a empezar                                            | José Luis Garci                             | Oscar         |
| 1983 (Ediția 56) | Carmen                                    | Carmen                                                      | Carlos Saura                                | Nominalizat   |
| 1984 (Ediția 57) | Double Feature                            | Sesión continua                                             | José Luis Garci                             | Nominalizat   |
| 1985 (Ediția 58) | The Witching Hour                         | La hora bruja                                               | Jaime de Armiñán                            | Nenominalizat |
| 1986 (Ediția 59) | Half of Heaven                            | La mitad del cielo                                          | Manuel Gutiérrez Aragón                     | Nenominalizat |
| 1987 (Ediția 60) | Course Completed                          | Asignatura aprobada                                         | José Luis Garci                             | Nominalizat   |
| 1988 (Ediția 61) | Women on the Verge of a Nervous Breakdown | Mujeres al borde de un ataque de nervios                    | Pedro Almodóvar                             | Nominalizat   |
| 1989 (Ediția 62) | Love, Hate and Death                      | Montoyas y Tarantos                                         | Vicente Escrivá                             | Nenominalizat |
| 1990 (Ediția 63) | Ay, Carmela!                              | ¡Ay, Carmela!                                               | Carlos Saura                                | Nenominalizat |
| 1991 (Ediția 64) | High Heels                                | Tacones lejanos                                             | Pedro Almodóvar                             | Nenominalizat |
| 1992 (Ediția 65) | The Fencing Master                        | El maestro de esgrima                                       | Pedro Olea                                  | Nenominalizat |
| 1993 (Ediția 66) | Belle Époque                              | Belle Époque                                                | Fernando Trueba                             | Oscar         |
| 1994 (Ediția 67) | Cradle Song                               | Canción de cuna                                             | José Luis Garci                             | Nenominalizat |
| 1995 (Ediția 68) | The Flower of My Secret                   | La flor de mi secreto                                       | Pedro Almodóvar                             | Nenominalizat |
| 1996 (Ediția 69) | Bwana                                     | Bwana                                                       | Imanol Uribe                                | Nenominalizat |
| 1997 (Ediția 70) | Secrets of the Heart                      | Secretos del corazón                                        | Montxo Armendáriz                           | Nominalizat   |
| 1998 (Ediția 71) | The Grandfather                           | El abuelo                                                   | José Luis Garci                             | Nominalizat   |
| 1999 (Ediția 72) | All About My Mother                       | Todo sobre mi madre                                         | Pedro Almodóvar                             | Oscar         |
| 2000 (Ediția 73) | You're the One                            | You're the One: Una historia de entonces                    | José Luis Garci                             | Nenominalizat |
| 2001 (Ediția 74) | Mad Love                                  | Juana la Loca                                               | Vicente Aranda                              | Nenominalizat |
| 2002 (Ediția 75) | Mondays in the Sun                        | Los lunes al sol                                            | Fernando León de Aranoa                     | Nenominalizat |
| 2003 (Ediția 76) | Soldiers of Salamis                       | Soldados de Salamina                                        | David Trueba                                | Nenominalizat |
| 2004 (Ediția 77) | The Sea Inside                            | Mar adentro                                                 | Alejandro Amenábar                          | Oscar         |
| 2005 (Ediția 78) | Obaba                                     | Obaba                                                       | Montxo Armendáriz                           | Nenominalizat |
| 2006 (Ediția 79) | Volver                                    | Volver                                                      | Pedro Almodóvar                             | Lista scurtă  |
| 2007 (Ediția 80) | The Orphanage                             | El orfanato                                                 | Juan Antonio Bayona                         | Nenominalizat |
| 2008 (Ediția 81) | The Blind Sunflowers                      | Los girasoles ciegos                                        | José Luis Cuerda                            | Nenominalizat |
| 2009 (Ediția 82) | The Dancer and the Thief                  | El baile de la Victoria                                     | Fernando Trueba                             | Nenominalizat |
| 2010 (Ediția 83) | Even the Rain                             | También la lluvia                                           | Icíar Bollaín                               | Lista scurtă  |
| 2011 (Ediția 84) | Black Bread                               | Pa negre                                                    | Agustí Villaronga                           | Nenominalizat |
| 2012 (Ediția 85) | Blancanieves                              | Blancanieves                                                | Pablo Berger                                | Nenominalizat |
| 2013 (Ediția 86) | 15 Years and One Day                      | 15 años y un día                                            | Gracia Querejeta                            | Nenominalizat |
| 2014 (Ediția 87) | Living Is Easy with Eyes Closed           | Vivir es fácil con los ojos cerrados                        | David Trueba                                | Nenominalizat |
| 2015 (Ediția 88) | Flowers                                   | Loreak                                                      | Jon Garaño, Jose Mari Goenaga               | Nenominalizat |
| 2016 (Ediția 89) | Julieta                                   | Julieta                                                     | Pedro Almodóvar                             | Nenominalizat |
| 2017 (Ediția 90) | Summer 1993                               | Estiu 1993                                                  | Carla Simón                                 | Nenominalizat |
| 2018 (Ediția 91) | Champions                                 | Campeones                                                   | Javier Fesser                               | Nenominalizat |
| 2019 (Ediția 92) | Pain and Glory                            | Dolor y gloria                                              | Pedro Almodóvar                             | Lista scurtă  |
| 2020 (Ediția 93) | The Endless Trench                        | La trinchera infinita                                       | Jon Garaño, Aitor Arregi, Jose Mari Goenaga | Nenominalizat |
| 2021 (94th)      | The Good Boss                             | El buen patrón                                              | Fernando León de Aranoa                     | Lista scurtă  |